# Mathieu Choinière
Mathieu Choinière (Saint-Jean-sur-Richelieu, 7 febbraio 1999) è un calciatore canadese, centrocampista del Los Angeles FC, in prestito dal Grasshoppers, e della nazionale canadese.

## Caratteristiche tecniche
È un centrocampista centrale.

## Carriera
Il 27 agosto 2024 il centrocampista viene ceduto a titolo definitivo al Grasshoppers; nell'arco della stagione il suo utilizzo è stato frammentario e a fine stagione ha raccolto 17 presenze e segnato una rete in campionato.
Il 29 luglio 2025, dopo una stagione in Svizzera tra le fila del Grasshoppers, viene ceduto in prestito al Los Angeles FC.

### Nazionale
Nel 2018 ha preso parte con la nazionale canadese Under-20 al campionato nordamericano di calcio Under-20.
Esordisce con la nazionale maggiore canadese il 13 ottobre 2023 nell'amichevole persa 4-1 contro il Giappone.

## Statistiche

### Cronologia presenze e reti in nazionale
| Cronologia completa delle presenze e delle reti in nazionale ― Canada | Cronologia completa delle presenze e delle reti in nazionale ― Canada | Cronologia completa delle presenze e delle reti in nazionale ― Canada | Cronologia completa delle presenze e delle reti in nazionale ― Canada | Cronologia completa delle presenze e delle reti in nazionale ― Canada | Cronologia completa delle presenze e delle reti in nazionale ― Canada | Cronologia completa delle presenze e delle reti in nazionale ― Canada | Cronologia completa delle presenze e delle reti in nazionale ― Canada |
| Data                                                                  | Città                                                                 | In casa                                                               | Risultato                                                             | Ospiti                                                                | Competizione                                                          | Reti                                                                  | Note                                                                  |
| --------------------------------------------------------------------- | --------------------------------------------------------------------- | --------------------------------------------------------------------- | --------------------------------------------------------------------- | --------------------------------------------------------------------- | --------------------------------------------------------------------- | --------------------------------------------------------------------- | --------------------------------------------------------------------- |
| 13-10-2023                                                            | Niigata                                                               | Giappone                                                              | 4 – 1                                                                 | Canada                                                                | Amichevole                                                            | -                                                                     | 62’                                                                   |
| 23-3-2024                                                             | Frisco                                                                | Canada                                                                | 2 – 0                                                                 | Trinidad e Tobago                                                     | CONCACAF Nations League 2023-2024 - Play-off                          | -                                                                     | 80’                                                                   |
| 6-6-2024                                                              | Rotterdam                                                             | Paesi Bassi                                                           | 4 – 0                                                                 | Canada                                                                | Amichevole                                                            | -                                                                     | 71’                                                                   |
| 9-7-2024                                                              | East Rutherford                                                       | Argentina                                                             | 2 – 0                                                                 | Canada                                                                | Coppa America 2024 - Semifinale                                       | -                                                                     | 72’                                                                   |
| 13-7-2024                                                             | Charlotte                                                             | Canada                                                                | 2 – 2 (3 – 4 dtr)                                                     | Uruguay                                                               | Coppa America 2024 - Finale 3º posto                                  | -                                                                     |                                                                       |
| 7-9-2024                                                              | Kansas City                                                           | Stati Uniti                                                           | 1 – 2                                                                 | Canada                                                                | Amichevole                                                            | -                                                                     | 90+4’                                                                 |
| 10-9-2024                                                             | Arlington                                                             | Messico                                                               | 0 – 0                                                                 | Canada                                                                | Amichevole                                                            | -                                                                     | 57’ 62’                                                               |
| 15-10-2024                                                            | Toronto                                                               | Canada                                                                | 2 – 1                                                                 | Panama                                                                | Amichevole                                                            | -                                                                     | 51’ 66’                                                               |
| 15-11-2024                                                            | Paramaribo                                                            | Suriname                                                              | 0 – 1                                                                 | Canada                                                                | CONCACAF Nations League 2024-2025 - Quarti di finale                  | -                                                                     | 85’ 90’                                                               |
| 19-11-2024                                                            | Toronto                                                               | Canada                                                                | 3 – 0                                                                 | Suriname                                                              | CONCACAF Nations League 2024-2025 - Quarti di finale                  | -                                                                     | 64’                                                                   |
| 20-3-2025                                                             | Inglewood                                                             | Canada                                                                | 0 – 2                                                                 | Messico                                                               | CONCACAF Nations League 2024-2025 - Semifinale                        | -                                                                     | 67’                                                                   |
| 23-3-2025                                                             | Inglewood                                                             | Canada                                                                | 2 – 1                                                                 | Stati Uniti                                                           | CONCACAF Nations League 2024-2025 - Finale 3º posto                   | -                                                                     | 87’                                                                   |
| 10-6-2025                                                             | Toronto                                                               | Canada                                                                | 0 – 0 (4 – 5 dtr)                                                     | Costa d'Avorio                                                        | Amichevole                                                            | -                                                                     | 62’                                                                   |
| 17-6-2025                                                             | Vancouver                                                             | Canada                                                                | 6 – 0                                                                 | Honduras                                                              | Gold Cup 2025 - 1º turno                                              | -                                                                     |                                                                       |
| 21-6-2025                                                             | Houston                                                               | Curaçao                                                               | 1 – 1                                                                 | Canada                                                                | Gold Cup 2025 - 1° turno                                              | -                                                                     | 70’                                                                   |
| 24-6-2025                                                             | Houston                                                               | Canada                                                                | 2 – 0                                                                 | El Salvador                                                           | Gold Cup 2025 - 1º turno                                              | -                                                                     |                                                                       |
| 29-6-2025                                                             | Minneapolis                                                           | Canada                                                                | 1 – 1 (5 – 6 dtr)                                                     | Guatemala                                                             | Gold Cup 2025 - Quarti di finale                                      | -                                                                     |                                                                       |
| Totale                                                                |                                                                       | Presenze                                                              | 18                                                                    |                                                                       | Reti                                                                  | 0                                                                     |                                                                       |

## Palmarès

### Competizioni nazionali
- Canadian Championship: 2

Montréal Impact: 2019, 2021